# Iwao Horiuchi
Iwao Horiuchi (Toyama, Japón, 9 de diciembre de 1941-4 de marzo de 2015) fue un deportista japonés especialista en lucha libre olímpica donde llegó a ser medallista de bronce olímpico en Tokio 1964.

## Carrera deportiva
En los Juegos Olímpicos de 1964 celebrados en Tokio ganó la medalla de bronce en lucha libre olímpica estilo peso ligero, tras el luchador búlgaro Enyu Valchev (oro) y el alemán Klaus Rost (plata).